# Baumberge
Baumberge is de naam van een heuvelrug in Duitsland, in de deelstaat Noordrijn-Westfalen.
De heuvelrug ligt tussen Coesfeld en Münster.
De bodem dateert voornamelijk uit het Krijt en bestaat grotendeels uit kalkhoudende lagen en zandsteen.
De hoogste "toppen" zijn de Westerberg (187 m) boven NAP, 6 km ten oosten van Billerbeck, waarop een radio- en televisietoren staat, en de 7 kilometer ten zuidoosten daarvan gelegen Hoheberg (182 m). Hierlangs loopt een wandelpad. De kale, winderige Schöppinger Berg (158 m) kan men als het noordelijke einde van de Baumberge beschouwen. Deze heuvel bevindt zich ten oosten van Schöppingen, dat slechts ongeveer 35 km ten zuidoosten van Enschede ligt, en wordt graag beklommen door trainende wielrenners.
De Baumberge waren in het verleden van economisch belang in verband met de winning van zandsteen voor de bouwnijverheid. Veel van dit materiaal werd naar het nabije Nederland geëxporteerd. De kwaliteit van de nogal kalkrijke Baumberger zandsteen is echter lager dan die van de Bentheimer zandsteen, daar de laatste beter tegen erosie bestand is. De Waag in Deventer behoort tot de talrijke oude, deels uit deze zandsteen opgetrokken gebouwen in Nederland. In de omgeving wordt nog steeds kalk voor kalkzandsteen ten behoeve van de bouw van onder andere spouwmuren gewonnen.
In het gebied liggen onder meer de plaatsen Billerbeck, Havixbeck en Nottuln; er is enig wandel- en fietstoerisme, met vooral fietsroutes vanuit Münster.